# Onthophagus rubricatus
Onthophagus rubricatus là một loài bọ cánh cứng trong họ Bọ hung (Scarabaeidae).